# Giáo hoàng Piô III
Piô III (Latinh: Pius III) là vị giáo hoàng thứ 215 của giáo hội công giáo. Theo niên giám tòa thánh năm 1806 thì ông đắc cử Giáo hoàng năm 1503 và ở ngôi Giáo hoàng trong 27 ngày.
Niên giám tòa thánh năm 2003 xác định ông đắc cử Giáo hoàng ngày 22 tháng 9 năm 1503, ngày khai mạc chức vụ mục tử đoàn chiên chúa là ngày 8 tháng 10 năm 1503 và ngày kết thúc triều đại của ông là ngày 18 tháng 10 năm 1503.

## Bầu cử
Pius III sinh tại Siena ngày 29 tháng 5 năm 1439 với tên thật là Francesco Todeschini Piccolomini. Sau khi Alexander VI qua đời đột ngột vào ngày 18 tháng 8 năm 1503.
Ngày 16 tháng 9, mở ra các cuộc thảo luận của mật tuyển viện để bầu người kế vị. Có 3 ứng cử viên đối nghịch nhau: Hồng y Georges d’Amboise (1460 – 1510) bộ trưởng của Louis XII, Hồng y Francesco Piccolomini được César Borgia ủng hộ và Hồng y Julien della Rovere, tức Giáo hoàng Giuliô II tương lai.
Để tránh những cuộc bàn cãi lâu dài, các hồng y đã đồng ý với nhau ngay ngày 22 tháng 9 bầu hồng y Francesco Piccolomini cháu gọi đức Pio II bằng cậu lên ngôi Giáo hoàng. Ông lấy hiệu là Pio III để kỷ niệm cậu của mình. Là một trong những người chống đối Đức Alexander VI, ông đã từ chối bán phiếu biều của mình cho Đức Alexander VI.
Khi được mật nghị hồng y bầu chọn làm Giáo hoàng thì ông đã về già và bệnh tật. Mặc dù đã mấy lần từ chối nhưng Hồng y đoàn vẫn không đồng ý. Vì sức khoẻ yếu kém, ông chỉ chấp nhận kết quả bầu cử sau nhiều lần được thuyết phục. Chứng đau khớp bắt ông phải ngồi trong khi cử hành lễ tấn phong. 

## Giáo hoàng
Ngay sau khi được bầu, ông tuyên bố muốn làm một vị Giáo hoàng của hòa bình. Ông ước mong canh tân tổng quát Giáo hội và bình định toàn bộ Tây phương nhưng ông đã qua đời ngày 18 tháng 10 năm 1503. Triều đại của ông chỉ kéo dài 10 ngày. 
Cuốn lịch sử giáo hội, Bùi Đức Sinh cho rằng triều đại của ông kéo dài 26 ngày. Ông được mai táng ở vương cung thánh đường thánh Phêrô và rồi hài cốt của ông được chuyển đến nhà thờ San Andrea Valle, bên cạnh hài cốt của Piô II.